# سامر اسلم (۲۰۲۱)
سامِر اِسلَم (به انگلیسی: SummerSlam) یک رویداد غیر رایگان (Pay-Per-View) در کشتی حرفه‌ای است که توسط کمپانی دبلیودبلیوئی تهیه می‌شود و این دوره‌اش هم در ۲۱ اوت ۲۰۲۱ و در مجموعه ورزشی الیجنت شهر پارادایس ایالت نوادا برگزار شد. این رویداد سی و چهارمین سامراِسلم سالانه بود.
یازده مسابقه برگزار شد که یکی از آنها در پری-شو (کیک آف) بود. در مسابقه اصلی رومن رینز در مقابل جان سینا به برتری رسید تا از کمربند یونیورسال خود دفاع کند. شارلوت فلر، نیکی ای.اس.ایچ و ریا ریپلی را شکست داد تا قهرمان جدید کمربند زنان راو بشود. همچنین بکی لینچ پس از یک سال به دبلیودبلیوئی بازگشت و توانست بیانکا بلر را شکست دهد تا قهرمان جدید کمربند زنان اسمک‌داون بشود. همینطور ادج، سث رالینز را شکست داد. همچنین این رویداد شامل بازگشت براک لزنر به دبلیو دبلیو ای بود.

## زمینه‌سازی

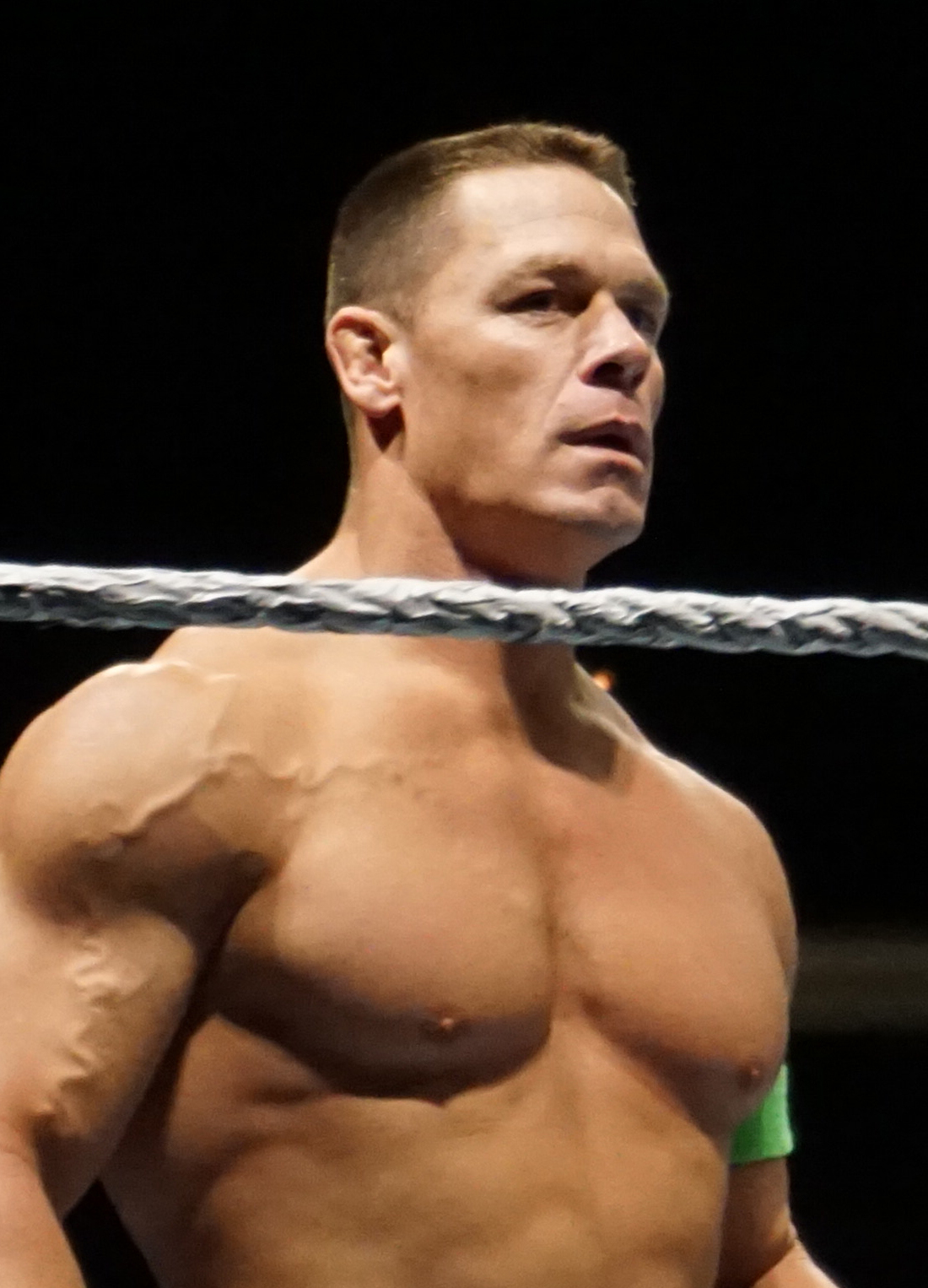
سینا در نمایش زنده WWEدر بوفالو،نیویورک،25مارس 2018

سامر اسلم شامل مسابقاتی بین دشمنی‌های موجود، ماجراهای پیش آمده و استوری‌هایی خواهد بود که پیش از این در برنامه‌های راو یا اسمک‌داون پخش شده بود. کشتی‌گیرها با توجه به مسابقات یا سری اتفاقاتی که برایشان رخ می‌دهد و تنش را به حداکثر می‌رساند، نقش منفی یا قهرمان به خود می‌گیرند.

## نتایج
| #                                                                                                 | نتایج                                                                         | نوع مسابقه                                                                                           | مدت زمان |
| ------------------------------------------------------------------------------------------------- | ----------------------------------------------------------------------------- | --- | -------- |
| ۱پ                                                                                                | بیگ ای پیروز در مقابل بارین کوربین                                            | مسابقه تک نفره                                                                                       | ۶:۳۵     |
| ۲                                                                                                 | آرکِی-برو (رندی اورتون و ریدل) پیروز در مقابل ای جی استایلز و اوماس (c)        | مسابقه تگ تیم برای قهرمانی کمربندان تگ تیم راو                                                       | ۷:۰۵     |
| ۳                                                                                                 | الکسا بلیس پیروز در مقابل اوا ماری (با همراهی داودروپ)                        | مسابقه معمولی                                                                                        | ۳:۵۰     |
| ۴                                                                                                 | دیمین پیریس پیروز در مقابل شیمس (c)                                           | مسابقه تک نفره برای کمربند قهرمانی ایالات متحده دبلیودبلیوئی                                         | ۱۳:۵۰    |
| ۵                                                                                                 | د اوسوز (جیمی اوسو و جی اوسو) (c) پیروز در مقابل ری میستریو و دامینیک میستریو | مسابقه تگ تیم برای کمربند تگ تیم اسمک‌داون                                                            | ۱۰:۵۰    |
| ۶                                                                                                 | بکی لینچ پیروز در مقابل بیانکا بلر (c)                                        | مسابقه تک نفره برای کمربند زنان اسمک‌داون                                                             | ۰:۲۷     |
| ۷                                                                                                 | درو مکینتایر پیروز در مقابل جیندر ماهال                                       | مسابقه معمولی                                                                                        | ۴:۴۰     |
| ۸                                                                                                 | شارلوت فلر پیروز در مقابل نیکی ای.اس.اچ (c) در مقابل ریا ریپلی                | مسابقه سه طرفه برای کمربند زنان راو                                                                  | ۱۳:۵۰    |
| ۹                                                                                                 | ادج پیروز در مقابل ست رولینز با تسلیم                                         | مسابقه تک نفره                                                                                       | ۲۱:۱۵    |
| ۱۰                                                                                                | بابی لشلی (c) (با همراهی ام‌وی‌پی) پیروز در مقابل گلدبرگ با تصمیم داور          | مسابقه تک نفره برای قهرمانی دبلیودبلیوئی                                                             | ۷:۱۰     |
| ۱۱                                                                                                | رومن رینز (c) (با همراهی پاول هیمن) پیروز در مقابل جان سینا                   | مسابقه تک نفره برای کمربند یونیورسال دبلیودبلیوئی اگر رینز می‌باخت، کمپانی دبلیودبلیوئی را ترک می‌کرد. | ۲۳:۰۰    |
| - (c) – نشان‌دهنده قهرمان(هایی) است که به میدان می‌روند - پ – نشان‌دهنده این است که مسابقه در پری–شو |                                                                               | |          |

## موضوعات مرتبط
- سامراسلم
- رسلمانیا